# Distretto di Chagres
Il distretto di Chagres è un distretto di Panama nella provincia di Colón con 10.003 abitanti al censimento 2010

## Geografia antropica

### Suddivisioni amministrative
Il distretto è suddiviso in sette  comuni (corregimientos):
- Achiote
- El Guabo
- La Encantada
- Nuevo Chagres
- Palmas Bellas
- Piña
- Salud